# Armata dell'Ohio
Con Armata dell'Ohio ci si riferisce al nome di due armate dell'Unione che hanno combattuto nella guerra di secessione americana. La prima prese poi il nome di Armata del Cumberland e la seconda fu costituita nel 1863.

## Storia

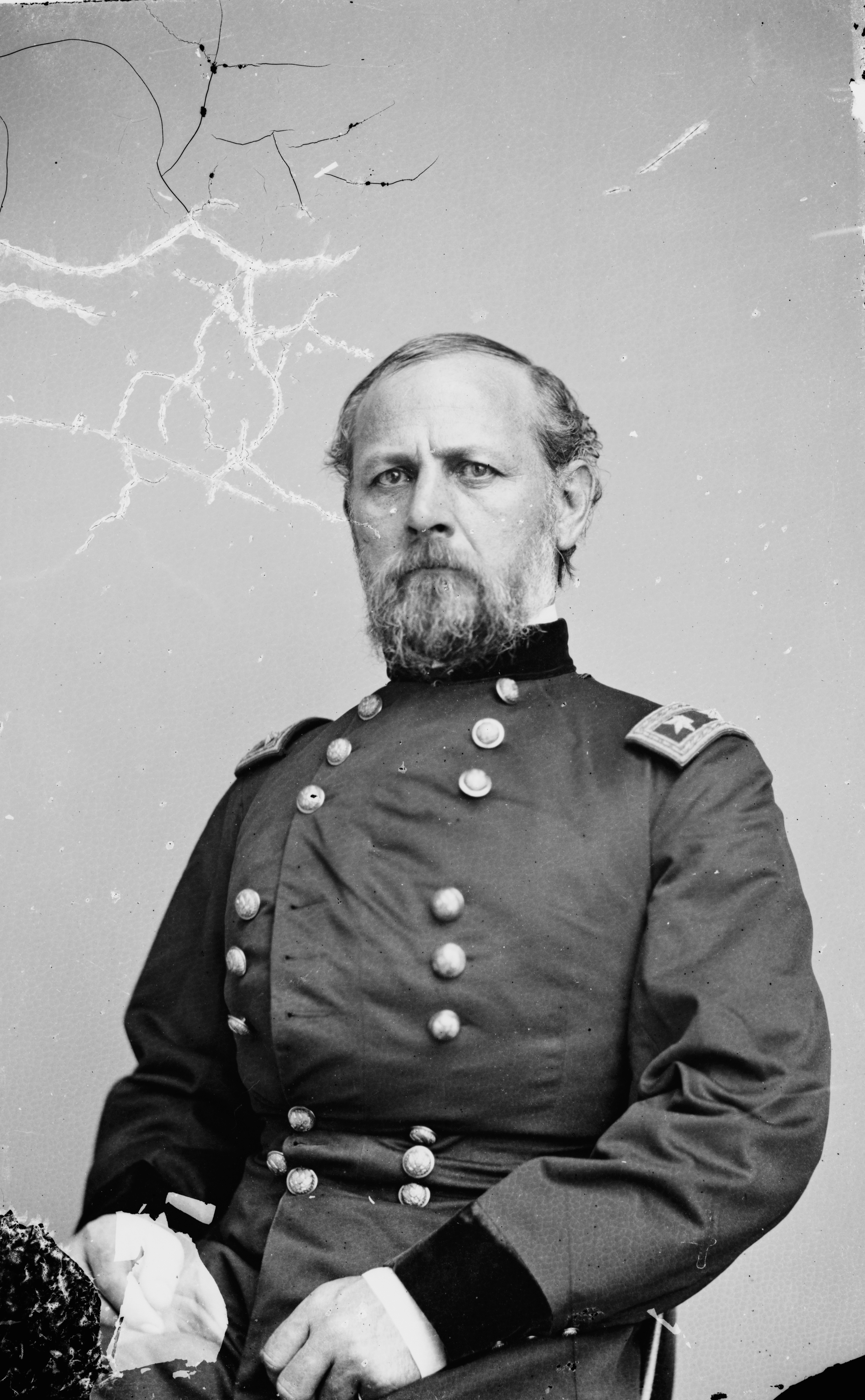
Don Carlos Buell

Nel novembre del 1861 il maggior generale Don Carlos Buell ricevette l'ordine di assumere il comando del Dipartimento dell'Ohio. Tutte le forze militari appartenenti al dipartimento furono inglobate in un'armata che prese il nome di "Armata dell'Ohio" con lo stesso Buell al comando. Nel 1862 l'armata ebbe il battesimo del fuoco durante la battaglia di Mill Springs, anche se solamente la I Divisione, al comando del generale George H. Thomas, partecipò alla battaglia. L'intera armata marciò per soccorrere Ulysses S. Grant durante il secondo giorno della battaglia di Shiloh. Nel mese di agosto Buell fu sostituito al comando del Dipartimento dell'Ohio da Horatio G. Wright e Henry Wager Halleck, generale in capo dell'Union Army, affidò a Thomas il comando dell'armata. Tuttavia Thomas ritenne che, alla vigilia di una battaglia importante, fosse sconsigliabile cambiare un comandante dell'esercito, e così Buell rimase al comando mentre Thomas assunse il grado di suo secondo in capo. La battaglia che Thomas aveva previsto avvenne nell'ottobre del 1862, quando l'armata respinse l'offensiva Confederata nella battaglia di Perryville. Buell fu aspramente criticato per la condotta tattica che assunse durante la battaglia e fu sollevato dal suo comando, che venne affidato a William S. Rosecrans. Rosecrans fu anche nominato comandante del Dipartimento del Cumberland e in seguito rinominò l'armata come Armata del Cumberland.
Il 25 marzo 1863 il maggior generale Ambrose Burnside assunse il comando del Dipartimento dell'Ohio. Burnside riunì tutte le forze del Dipartimento e formò il XXIII Corpo d'armata al quale diede il nome di Armata dell'Ohio, assumendone il comando. Egli divenne uno dei pochi ufficiali che comandarono contemporaneamente due differenti armate (era il più giovane comandante dell'Armata del Potomac). La nuova Armata dell'Ohio in primo luogo contrastò l'incursione della cavalleria del generale Confederato John Hunt Morgan nell'Ohio, anche se raramente l'intera armata prese parte alla campagna. Quindi Burnside si spostò a Knoxville nel Tennessee; qui si aggiunse il IX Corpo d'armata. La nuova Armata dell'Ohio era così formata da due Corpi d'armata e una divisione di cavalleria. In novembre Burnside sconfisse i Confederati nella battaglia di Fort Sanders, ma subito dopo chiese di essere rilevato dal comando per motivi di malattia. Il 9 dicembre lo sostituì il maggior generale John G. Foster come comandante sia dell'Armata che del Dipartimento.

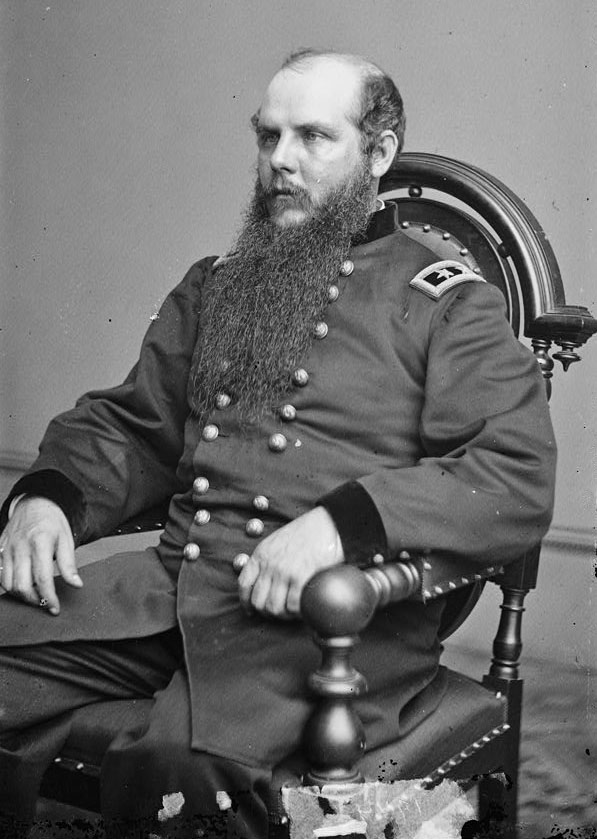
John Schofield

L'incarico di Foster durò molto poco: il 9 febbraio 1864 il maggior generale John M. Schofield fu nominato comandante del Dipartimento e in aprile comandante dell'Armata dell'Ohio. Schofield fu a capo dell'Armata durante la Campagna di Atlanta e inseguì l'esercito Confederato di John Bell Hood nel Tennessee dopo la caduta della città di Atlanta. Nella battaglia di Franklin, Schofield inflisse una severa sconfitta all'armata Confederata di Hood, prima di unirsi a George H. Thomas e all'Armata del Cumberland nella battaglia di Nashville. Il 9 febbraio 1865 Schofield fu trasferito al comando del Dipartimento della Carolina del Nord e, temporaneamente, fu sostituito da Jacob D. Cox  nel comando dell'Armata.
Il XXIII Corpo d'armata fu inviato nella Carolina del Nord e solamente la divisione di Cox fu coinvolta nella battaglia di Wilmington. Solamente nel marzo del 1865 il resto del XXIII Corpo d'armata raggiunse New Bern nella Carolina del Nord. Una volta ricomposta l'Armata dell'Ohio, Schofield vi inglobò anche il X Corpo d'armata del generale Alfred H. Terry. L'Armata fu indicata come il "Centro" del gruppo di Armate del generale William T. Sherman, e partecipò alle fasi finali della Campagna delle Carolina. Con la fine della guerra, le truppe furono sciolte dal servizio militare.

## Comandanti
- Maggior generale Don Carlos Buell (15 novembre, 1861 – 24 ottobre, 1862) e anche comandante del Dipartimento
- Maggior generale William S. Rosecrans (24 ottobre – 30 ottobre, 1862) diventata Armata del Cumberland
- Maggior generale Ambrose Burnside (25 marzo – 9 dicembre, 1863) e anche comandante del Dipartimento
- Maggior generale John G. Foster (9 dicembre, 1863 – 9 febbraio, 1864) e anche comandante del Dipartimento
- Maggior generale John M. Schofield (9 febbraio – 14 settembre, 1864) e anche comandante del Dipartimento
- Maggior generale Jacob D. Cox (14 settembre – 22 ottobre, 1864)
- Maggior generale John M. Schofield (22 ottobre, 1864 – 2 febbraio, 1865)
- Maggior generale Jacob D. Cox (2 febbraio–9, 1865)
- Maggior generale John M. Schofield (9 febbraio – 31 marzo, 1865) e anche comandante del Dipartimento della Carolina del Nord

## Maggiori battaglie e campagne
- Battaglia di Shiloh (Buell)
- Battaglia di Perryville (Buell)
- Raid contro Morgan(Burnside)
- Campagna di Longstreet-Knoxville (Burnside)
- Campagna di Atlanta (Schofield)
- Battaglia di Franklin (Schofield)
- Battaglia di Nashville (Schofield)
- Campagna delle Caroline (Schofield)